# Коле деле Розе (Рим)
Коле деле Розе је насеље у Италији у округу Рим, региону Лацио.
Према процени из 2011. у насељу је живело 200 становника. Насеље се налази на надморској висини од 143 м.